# Михайловское (Любимский район)
Михайловское — село в Любимском районе Ярославской области.
С точки зрения административно-территориального устройства относится к Осецкому сельскому округу. С точки зрения муниципального устройства входит в состав Осецкого сельского поселения.

## География
Село расположено на берегу реки Лукинка в 16 км на север от центра поселения деревни Рузбугино и в 33 км на юг от райцентра города Любим.

## История
Каменная церковь архистратига Михаила в селе построена на средства помещика Андрея Григорьевича Полуэхтова в 1757 году с тремя престолами: в холодной — в честь архистратига Михаила, в теплой в южном пределе во имя св. и чуд. Николая и в северном во имя св. муч. Иоанна Воина. 
В конце XIX — начале XX века село входило в состав Осецкой волости (позже — в составе Раменской волости) Любимского уезда Ярославской губернии.
С 1929 года деревня входила в состав Панюшинского сельсовета Любимского района, с 1954 года — в составе Филипповского сельсовета, с 2005 года — в составе Осецкого сельского поселения.

## Население
| 1859 | 1914 | 2002 | 2007 | 2010 |
| ---- | ---- | ---- | ---- | ---- |
| 86   | ↗101 | ↘22  | ↘18  | ↘14  |

## Достопримечательности
В селе расположена недействующая Церковь Михаила Архангела (1757).